# Homoeoxipha histeriformis
Homoeoxipha histeriformis är en insektsart som först beskrevs av Bolívar, I. 1914.  Homoeoxipha histeriformis ingår i släktet Homoeoxipha och familjen syrsor. Inga underarter finns listade i Catalogue of Life.